# Аракульские Шиханы
Ара́куль (Ара́кульские Шиха́ны, Шиха́н, Аракульские утёсы, также — Дикий Камень) — гранитный скальный массив Среднего Урала, самый южный и самый высокий. Высота горы над уровнем моря составляет 563 м, над уровнем озера — 262 м.
Гора является одной из главных туристических достопримечательностей Среднего Урала.

## Топоним
Гора получила название от одноимённого озера, расположенного в непосредственной близости. Топоним «шихан» имеет тюркское происхождение и означает гору со скалами на вершине. Возможно, слово заимствовано из татарского языка. Другое название горы — Дикий Камень.

## География
Расположен в Челябинской области, в 7 километрах от посёлка Вишневогорск и в 28 километрах от города Верхний Уфалей и в 4 км к востоку от станции посёлка Силач. В 1 км к северо-востоку в межгорной впадине находится озеро Аракуль, южнее — озёра Малый и Большой Каган.
Аракульские Шиханы простираются с севера на юг свыше 2 км. Максимальная ширина цепи 40—50 метров, максимальная высота над землёй 80 метров (вершина Чемберлен). Всего с вершины Чемберлен видно 11 озёр. Восточная сторона, обращённая к озеру Аракуль, на всём протяжении имеет высоту от 30 до 60 метров над землёй, используется для проведения тренировок и соревнований по скалолазанию. Западный склон намного ниже (15—20 м) и положе. За исключением скал, вся гора покрыта лесом. В XIX веке в окрестностях горы обитали медведи, в 1870 году были замечены два соболя, что было редкостью для Среднего Урала.
Массив делится на 4 части: Пионерские скалы, Большой Шихан, скалы Под Лагерем и Дальние Супертрассы.
Особенностью Шихана являются многочисленные углубления в скалах в виде больших чаш. Существует версия о происхождении углублений из-за разведения костров древним человеком на одном и том же месте.

## Археологические находки
В 2000-х годах в ходе археологических исследований под руководством Е. В. Тидеман в окрестностях Аракульского Шихана были найдены стоянки древнего человека, датированные ранним Железным веком — поздним средневековьем. Восточнее скального гребня был обнаружен менгир в виде отдельно стоящего вертикального камня высотой около 1 метра с поясом и насечками.
На шиханах обнаружены девять стоянок древних людей с большим количеством предметов культового назначения. Предположительно это были древние храмы и сторожевые посты.
На вершинах скал имеются углубления в камне размерами от нескольких десятков сантиметров до нескольких метров, как бы выдолбленных в скалах («каменные чаши»). В некоторых из них обнаружены следы огня и результаты длительного воздействия высокой температуры. Также на шиханах обнаружены обработанные камни, в том числе фрагменты каменных дисков с отверстиями и солярной символикой. Примечательно, что археологи не нашли остатков бытовых построек и предметов повседневного назначения. На скале среднего шихана обнаружена писанка эпохи неолита, на восточном склоне у подножия этого шихана — менгир. Из комплекса сведений археологи сделали вывод о культовом использовании Аракульских шиханов в древности.

## Галерея
- Скалы Шихана
- Тренировка скалолазов на восточном склоне
- Вид с высоты
- Вид на озеро Аракуль
- Вид на озёра Малый и Большой Каган
- Каменная чаша
- Западный склон